# Останнє полювання
Останнє полювання (рос. Последняя охота) — радянський художній фільм 1979 року, знятий на кіностудії «Ленфільм».

## Сюжет
1920-ті роки. У сховищі на березі Північного Льодовитого океану зосереджені величезні запаси хутра і золота. Ці місця стали приманкою для закордонних піратів, в боротьбу з якими вступили жителі стійбищ, начальник факторії Шатохін, молодий учитель Сергій і прибулі червоноармійці…

## У ролях
- Юрій Богатирьов — Сергій
- Олег Борисов — Джон Хорсфілд
- Микола Гринько — Іван Сергійович Шатохін
- Максим Мунзук — Келеуге
- Марина Ліхун — епізод
- Буда Вампілов — епізод
- Альгімантас Масюліс — Стен Стюарт
- Олексій Ооржак — Гамелькот
- Болот Бейшеналієв — епізод
- Анзат Куулар — епізод
- Микола Рибников — епізод
- Іван Бортник — Риф, член екіпажу шхуни
- Валентин Букін — Прайс, член екіпажу шхуни
- Анатолій Бистров — член екіпажу шхуни
- Іван Ганжа — член екіпажу шхуни
- Є. Глазов — член екіпажу шхуни
- Олексій Жарков — Дрейс, член екіпажу шхуни
- Олександр Пашутін — член екіпажу шхуни
- Василь Попов — член екіпажу шхуни
- Сергій Попов — Кардіф, член екіпажу шхуни
- Анатолій Рудаков — член екіпажу шхуни
- Афанасій Тришкин — Шульц, член екіпажу шхуни
- Олег Лі — Такео, член екіпажу шхуни
- Борис Бади-Сагаан — житель стійбища
- Д. Намчіл — житель стійбища
- Олександр Ондар — житель стійбища
- Олександр Салчак — житель стійбища
- А. Коган — житель стійбища

## Знімальна група
- Режисер — Ігор Шешуков
- Сценарист — Артур Макаров
- Оператор — Володимир Бурикін
- Композитор — Вадим Біберган
- Художник — Євген Гуков